# 彼得·杜克
彼得·杜克（德語：Peter Ducke，1941年10月14日—），德国男子足球运动员，司职前锋。他曾代表东德国奥队参加1972年夏季奥林匹克运动会足球比赛，获得一枚铜牌。